# Ribanje i ribarsko prigovaranje
Ribanje i ribarsko prigovaranje ↓1 najvažnije je djelo Petra Hektorovića dovršeno 14. siječnja 1556. godine, a objavljeno je 1568. godine u Veneciji. Ribanje je narativni spjev u tri dijela u kojem Hektorović opisuje svoj trodnevni put od Hvara do Brača i Šolte, put na kojem su ga pratili i pravili mu društvo hvarski ribari Paskoje Debelja i Nikola Zet.

## O djelu
Kao književna vrsta Ribanje u hrvatskoj je književnoj historiografiji različito određivano: nazivano je poslanicom, ponekad ribarskom eklogom ili idiličnim spjevom, a drugi put realističnim izvješćem s puta ili dokumentarnim putopisom.
Po sadržaju Ribanje je prvo stihovano djelo u hrvatskoj književnosti u kojemu nije opisano onako alegorično putovanje nego stvarno, realno putovanje, a opisano je zbog ljepota prirode i zavičaja, zbog ugode koja čovjekovu dušu na takvu putu u dodiru s prirodom obuzima, zbog veselja druženja s ljudima koji se od nas razlikuju, zbog sjećanja koje takvo putovanje izaziva. To je opis puta renesansnog čovjeka koji uživa u prirodi i svjestan je da je priroda ono mjesto i ono utočište čovjekovu duhu u kojemu se može posve opustiti i okrijepiti svoj duh. Ribanje je tako i prvo opisano turističko putovanje modernog, renesansnog čovjeka u hrvatskoj književnosti, ono je prvo djelo hrvatske kulture u kojima je opisan svijet po mjerilima čovjekovih konkretnih, ovozemaljskih potreba. Jednom riječju, Ribanje prvo je svjetovno, mimetičko, realistično putopisno djelo hrvatske književnosti.
U spjevu pripovjedač, identičan sa samim pjesnikom Hektorovićem, opisuje svoje putovanje jadranskim otocima i pripovijeda o događajima koji su se njemu i njegovim suputnicima na putu događali. Pripovjedač, veliki estet i osjetljiv na ljepotu, često opisuje pejsaže kroz koje je društvo plovilo, diveći se ljepotama bašćine, ljepotama svojega zavičaja.
Opisi se u Ribanju prepleću s narativnim dijelovima u kojima se pripovijeda o događajima na putu, kao i s ribarskim prigovaranjima, dijalozima i razgovorima koje su suputnici vodili. Pjesnik pripovjedač često citira razgovore svojih suputnika - priprostih ribara, navodeći - po istini, kako sam tvrdi - njihove mudre izreke i pametne razgovore.
S osobitom pomnjom i zanimanjem zabilježio je Petar Hektorović i pjesme koje su ribari putem pjevali: to su dvije bugarštice (bugarštica - balada o Marku Kraljeviću i bratu mu Andrijašu, u kojoj se tematizira motiv bratoubojstva i koja je jedna od najzanimljivijih baladnih pjesama hrvatske usmene poezije, te bugarštica o Radoslavu Siverincu) i tri kratke pjesme, zdravice ili počasnice, što ih ribari pjevaju naizmjence. Tako je Ribanje i ribarsko prigovaranje djelo koje čini zanimljivu i estetski vrijednu sintezu, spoj umjetničke i folklorne književnosti.

## Filmska adaptacija
Godine 2017. filmski projekt "Ribanje i ribarsko prigovaranje" redatelja Milana Trenca u produkciji "Studija devet" Hrvatski audiovizualni centar sufinancirao je s 3,85 milijuna kuna. Film je snimljen tijekom 2018. godine, te je premijeru doživio 2020. godine na 67. Pulskom filmskom festivalu gdje je osvojio tri Zlatne Arene: Rade Šerbedžija za glavnu mušku ulogu, Leon Lučev za sporednu mušku ulogu i Igor Paro za glazbu. Film je dobio pozitivno stručno mišljenje i preporuku Ministarstva znanosti i obrazovanja Republike Hrvatske.